# Ermengol IX d'Urgell
Ermengol IX d'Urgell i IV de Cabrera, per conjunció: Ermengol de Cabrera i Urgell (? — Balaguer, 1243) fou comte d'Urgell (1243) i vescomte d'Àger (1243, conegut com a Ermengol I d'Àger).
Fou el fill de Ponç de Cabrera i Urgell i heretà el comtat el 1243, any de la mort del seu pare. El seu regnat fou molt curt a causa de la seva mort el mateix any. El succeí el seu germà Àlvar de Cabrera i Urgell.

## Primers anys
Nascut al comtat d'Urgell com el fill de Ponç I d'Urgell i IV de Cabrera i la seva esposa, era un dels sis fills del matrimoni. Va néixer el segon fill, va esdevenir hereu al seu germà gran per la prematura mort d'aquest. Va tenir tres germans: Ponç (mort jove), Àlvar, que finalment el va succeir i Guerau (1242 - 1271), que va morir solter. També tenia dues germanes: Elionor i Marquesa.

## Comte d'Urgell
Quan Ponç va morir en 1243, el jove Ermengol el va succeir. A causa de la seva curta edat, la seva mare va actuar com a regent. Un altre regent fou Jaume de Cervera.

## Mort i enterrament
El jove Ermengol va morir en el mateix any. Això no era inusual, ja que la taxa de mortalitat infantil era molt alta en aquests dies. Ermengol IX, va rebre sepultura a l'església de Santa Maria de Castelló de Farfanya, si bé el seu sepulcre es troba al museu The Cloisters (Galeria 009) des del 1975, Nova York.